# Corbeaux moqueurs
Les corbeaux moqueurs, aussi appelés ka’lanu ahkyeli’ski, sont des êtres maléfiques issus de la mythologie Cherokee (en). Ils volent la vie des personnes âgées, des malades et des mourants et apparaissent généralement sous la forme d’un vieil homme ou d’une vieille femme ridés. Lorsqu’ils chassent une victime, les corbeaux moqueurs prennent une forme vaporeuse dans les airs et sont accompagnés par des sons semblables aux cris d’un corbeau et par un vent puissant. Après avoir torturé et tué leurs victimes en leur coupant la tête, les corbeaux moqueurs consomment le cœur de celles-ci (sans pour autant laisser de trace sur la peau des malheureux). Pour chaque année que la victime aurait eu à vivre, les corbeaux moqueurs ajoutent un an à leur durée de vie. Très semblables à celui des banshees, le cri des corbeaux moqueurs est un signe indiquant qu’une personne va bientôt mourir.
Les corbeaux moqueurs sont normalement invisibles lorsqu’ils se nourrissent mais les hommes-médecines (en) puissants peuvent non seulement les repérer mais aussi les condamner à mourir dans les sept jours qui suivent. L’homme-médecine monte parfois la garde auprès du mourant pour empêcher les corbeaux moqueurs de voler le cœur du malheureux.
Les corbeaux moqueurs sont craints et enviés par les autres sorciers du folklore Cherokee. Après leur mort, les corps des corbeaux peuvent être maltraités par ces sorciers. Le corbeau moqueur est l’ange de la mort et est menaçant en tant que tel.

## Dans la fiction
Manly Wade Wellman a utilisé les corbeaux moqueurs dans son roman The Old Gods Waken (1979). Ceux-ci font partie des nombreuses créatures du folklore Appalachien rencontrées par Silver John (en).
Scott Nicholson (en) a utilisé des êtres pâles semblables aux corbeaux moqueurs dans son roman They Hunger (2007). Les créatures sont croisées dans une gorge similaire à la région de Linville Gorge Wilderness (en) d’Appalachie (en).
Phyllis Christine Cast a également utilisé les corbeaux moqueurs comme l’un des principaux groupes d’antagonistes dans sa série La Maison de la nuit. L’histoire les décrit comme étant les rares enfants « spirituels » vivants que l’ange déchu Kalona a conçus avec l’une de ses nombreuses maîtresses humaines. Ils ont la capacité d’ennuyer les vivants et de voler les vies de ceux qui vont bientôt mourir.
Les corbeaux moqueurs sont également un thème central du livre The Curse of the Raven Mocker par Marly Youmans (en) où le personnage principal, Adanta, chasse un homme qui s’avère être un corbeau moqueur afin de sauver sa mère ensorcelée. Ce faisant, elle en découvre plus que prévu en traversant Adantis, une terre où les légendes Cherokee se mélangent à celles des premiers colons des montagnes Appalachiennes.
Le corbeau moqueur apparaît en tant qu’homme-médecine Cherokee des temps moderne dans le roman Ghost Riders de Sharyn McCrumb.
Dans la campagne « The New World » de la quatrième édition de Donjons et Dragons, proposée par Role Playing Public Radio, les corbeaux moqueurs apparaissent sous forme de corbeaux recréés à l’aide de la magie. Ils récoltent les énergies nécromantiques et créent des servants morts-vivants pour la tribu du corbeau noir.
Un corbeau moqueur est l’antagoniste principal de Magie rouge, l’épisode 57 de Walker, Texas Ranger. Le corbeau moqueur est représenté sous la forme d’un homme-médecine possédant le pouvoir de changer de forme et de causer des hallucinations chez ses victimes.